# Чжаоян
Чжаоя́н (кит. упр. 昭阳, пиньинь Zhāoyáng) — район городского подчинения городского округа Чжаотун провинции Юньнань (КНР).

## География
В национальном природном заповеднике Дашаньбао гнездятся черношейные журавли.

## История
Ещё в III веке до н. э., когда царство Цинь завоевало царство Чу, в эти места была построена дорога, соединившая их с Центрально-Китайскими равнинами. Так как дорога имела ширину в 5 чи, то она получила название «дорога в 5 чи» (五尺道). Во времена империи Хань в 135 году до н. э. в этих местах был создан уезд Чжути (朱提县), который просуществовал до VI века.
После завоевания Дали монголами и вхождения этих мест в состав империи Юань в 1278 году здесь был создан Умэнский регион (乌蒙路). После завоевания провинции Юньнань войсками империи Мин «регионы» были переименованы в «управы» — так в 1382 году появилась Умэнская управа (乌蒙府), подчинённая властям провинции Сычуань.
Во времена империи Цин Умэнская управа была в 1727 году переведена в подчинение властям провинции Юньнань. В 1731 году Умэнская управа была переименована в Чжаотунскую управу (昭通府), власти которой разместились в уезде Эньань (恩安县). После Синьхайской революции в Китае была проведена реформа структуры административного деления, в результате которой были упразднены управы, и потому в 1913 году Чжаотунская управа была расформирована, а уезд Эньань был переименован в Чжаотун (昭通县).
После вхождения провинции Юньнань в состав КНР в 1950 году был образован Специальный район Чжаотун (昭通专区), и уезд вошёл в его состав. В ноябре 1960 года уезд Лудянь был присоединён к уезду Чжаотун, но в ноябре 1963 года он был воссоздан. В 1970 году Специальный район Чжаотун был переименован в Округ Чжаотун (昭通地区).
В январе 1981 года урбанизированная часть уезда Чжаотун была выделена в городской уезд Чжаотун (昭通市).
В сентябре 1983 года был расформирован уезд Чжаотун, а его территория вошла в состав городского уезда Чжаотун.
Постановлением Госсовета КНР от 13 января 2001 года были расформированы округ Чжаотун и городской уезд Чжаотун, и образован городской округ Чжаотун; территория бывшего городского уезда Чжаотун стала районом Чжаоян в его составе.

## Административное деление
Район делится на 3 уличных комитета, 10 посёлков, 3 волости и 4 национальные волости.